# Якиманка (район Москвы)
Якима́нка — район Москвы. Расположен в Центральном административном округе. В состав района входит западная часть исторического Замоскворечья (граница с районом Замоскворечье проходит по улице Большая Ордынка) в пределах Садового кольца, а также Парк культуры им. Горького, Нескучный сад и ряд кварталов за Садовым кольцом (граница по Титовскому проезду, улицам Академика Петровского, Шаболовке, Конному переулку, Хавской, Мытной, 4-му Добрынинскому переулку, 1-му Добрынинскому переулку, ул. Коровий вал,). На территории района Якиманка расположена Государственная Третьяковская галерея.

## Этимология
Район назван по главной улице. Якиманка (с конца XVIII в. это улица Большая Якиманка) получила название в честь придела Иоакима и Анны Благовещенской церкви, впервые построенной в 1493 и снесённой в 1969 г. Храм располагался на месте пересечения улицы Малая Якиманка и современного Якиманского проезда.

## История

### Допетровская Москва
Главная страница: Кадашёвская слобода
Территория Замоскворечья заселялась начиная с XIV века. Осями расселения служили дороги на Калугу и Серпухов, нынешние улицы Большая Якиманка и Большая Ордынка, проходившие от переходов через Москву-реку к западу и востоку от Кремля. Западная, низменная часть нынешнего района Якиманка регулярно затапливалась рекой, поэтому городская застройка ограничивалась узкой полосой между двумя дорогами. Массовая застройка поймы к западу от улицы Якиманка началась только после постройки Бабьегородской плотины в 1830-х годах. Клевер в гербе района символизирует поля в пойме, на месте которых сегодня стоит выставочный зал на Крымском Валу.
Замоскворечье неоднократно разорялось захватчиками (Ольгерд, 1368 и 1370, Тохтамыш, 1382, Едигей, 1408, Мазовша, 1451). В начале XVI века князь Василий III расселил по периметру застройки слободы стрельцов; укрепления Скородома по трассе нынешнего Садового кольца были выстроены в 1591—1592 в правление Фёдора I. Этнический и сословный состав Якиманки в XVI—XVII веках включал:
- Постоянное присутствие татар (улица Большая Ордынка)
- Поселение иностранных наёмников на службе Василия I, Ивана Грозного и первых Романовых
- Поселение поляков, осевших в Москве после Смутного времени (Бабий городок, Старопанский переулок)
- Казаки (Казачьи переулки) и стрельцы (полк Богдана Пыжова в Пыжовском переулке)
- Голутвинская слобода коломенского Голутвина монастыря (одноимённые переулки у водоотводного канала)
- Собственно Кадашёвская слобода — поселение купцов, бондарей, ткачей (с 1613), работников монетного двора (с 1701) и примыкавшая к ней Слобода придворных переводчиков в Толмачёвских переулках
- Чёрная Екатерининская слобода пахарей у нынешнего храма Екатерины на Ордынке[3]

### XVIII век
Лоскутная слободская организация Замоскворечья распалась в правление Петра I. 30 сентября 1696, после стрелецкого восстания, Пётр I провёл массовые казни стрельцов у ворот Земляного города; в 1720 последние стрелецкие полки были расформированы. Перенос столицы в Санкт-Петербург оставил без работы жителей придворных слобод; многие из них были насильно переведены на жительство в новую столицу. Исключая купеческую Большую Ордынку, Замоскворечье в течение XVIII века оставалось поселением «чёрных» пахарей и ремесленников. На окраинах вдоль Земляного вала возникли рынки и склады, обслуживавшие товарные потоки с юга (память о них сохранена в названиях Житной улицы, Мытной улицы и Коровьего Вала).
Строительство церкви Ивана Воина на Якиманке приписывается инициативе Петра I, Екатерининской церкви на Ордынке — Екатерине II. Пётр же заложил на Коровьем валу «житницы», амбары с зерном, взамен кремлёвских житниц, сгоревших в 1701 (на их месте сегодня Сенатский дворец).
В конце XVIII века за Земляным валом, в Нескучном Саду и по Калужской дороге, были построены усадьбы Голицыных, Демидовых, Трубецких и Строгановых. В 1793 г. князь Дмитрий Голицын завещал 900000 рублей на строительство первой в Москве публичной больницы. Первая очередь Голицынской больницы была построена в 1796—1802 гг. Матвеем Казаковым; расположенная рядом Первая Градская больница построена Осипом Бове в 1830-x гг.

### XIX век
Пожар 1812 года уничтожил бо́льшую часть Якиманки, исключая несколько кварталов у Земляного вала и пригородные больницы. Строительство Бабьегородской плотины в 1830-е снизило риск наводнений, но земля на Якиманке оставалась дешёвой, привлекая фабричные капиталы. Густав Лист основал первый механический завод на Болоте, непосредственно напротив Кремля. Крупные фабричные корпуса возникли на Берсеневке, в Голутвине и в конце Пятницкой улицы. Большинство из этих зданий сегодня перестроены под офисы или ожидают реконструкции. Первая в городе электростанция была построена на Берсеневке Яблочковым в 1880—1883; там же, на Берсеневке, продолжает работу историческая электростанция, построенная в 1902 для городской трамвайной сети.
Конец XIX века ознаменовался благотворительными и социальными проектами. Город и купечество финансировали строительство крупных домов бесплатных и дешёвых квартир на Болотной площади и Софийской набережной (в одном из бесплатных домов сегодня расположен офис Роснефти). Морозовская больница, первая детская хирургическая больница в городе, ведёт своё начало от операционной Красного Креста, открытой в 1896. Морозовы финансировали постройку существующего здания клиники на Большой Полянке; ещё одну больницу учредила Марфо-Мариинская обитель.
В 1892 открылась публике Государственная Третьяковская галерея; «старое» её здание построено в 1899—1904. Рядом стоящий приют для вдов и детей художников построен по завещанию Павла Третьякова в 1912 году.

### Новейшая история
В 1922 советская власть закрыла 22 храма Замоскворечья, в том числе храмы св. Иоакима и Анны, св. Марона, Григория Неокесарийского. В тридцатые годы в районе остался единственный действующий храм Иоанна Воина. Несмотря на снос церквей, урон исторической застройке в сталинское время был мал по сравнению с другими районами города. На Берсеневке, на месте Винно-соляного двора, возник Дом на набережной. В 1926 на Пятницкой построен первый в Москве жилищный кооператив. Генплан Москвы 1935 года предписывал замкнуть Бульварное кольцо в Замоскворечье по трассе Дворец Советов — Большой Толмачёвский переулок — Большой Устьинский мост. Контуры нереализованного кольца угадываются в сталинских зданиях Замоскворечья («Дом писателей», здания МЭРТ и Гостелерадио).
Существенным вкладом 1930-х годов было завершение Канала имени Москвы (1938), устранившее угрозу наводнений. Берега Москвы-реки и водоотводного канала были облицованы гранитом, все мосты были выстроены заново в 1935—1940.
В 1970-е-1980-е годы западная сторона Большой Якиманки была перестроена (см. Президент-отель, Выставочный зал на Крымском Валу); типовые многоэтажки появились также на Ордынке и Полянке (на месте старого Полянского рынка).
В 1990-е годы началась и продолжается «реконструкция» исторической застройки, а также многоэтажный новострой (Дом «Коперник» — 15 этажей). Город, однако, отказал архитектурному бюро Эрика фон Эгераата в строительстве высотного комплекса «Московский авангард» на Якиманке. В 2007—2008 завершается реконструкция исторической застройки на Берсеневке; реконструкция Софийской набережной и Болотной площади (т. н. проект «Золотой остров») приостановлена, исторические здания расселены.

## Население
| 2002    | 2010    | 2012    | 2013    | 2014    | 2015    | 2016    |
| ------- | ------- | ------- | ------- | ------- | ------- | ------- |
| 22 822  | ↗26 578 | ↗26 791 | ↗26 907 | ↗27 110 | ↗27 169 | ↗27 398 |
| 2017    | 2018    | 2019    | 2020    | 2021    | 2023    | 2024    |
| ↗27 463 | ↗27 589 | ↗27 672 | ↗27 911 | ↗28 349 | ↘27 481 | ↘27 022 |

### Национальный состав
По итогам переписи населения 2020 года проживали следующие национальности (национальности менее 0,1 % и другое, см. в сноске к строке «Другие»):
| Национальность | Численность, чел. | Доля     |
| -------------- | ----------------- | -------- |
| Русские        | 21 097            | 74,42 %  |
| Армяне         | 162               | 0,57 %   |
| Татары         | 133               | 0,47 %   |
| Киргизы        | 71                | 0,25 %   |
| Евреи          | 69                | 0,24 %   |
| Грузины        | 63                | 0,22 %   |
| Узбеки         | 45                | 0,16 %   |
| Украинцы       | 40                | 0,14 %   |
| Белорусы       | 30                | 0,11 %   |
| Азербайджанцы  | 29                | 0,10 %   |
| Другие         | 6610              | 23,32 %  |
| Итого          | 28 349            | 100,00 % |

## Достопримечательности района

### Музеи
- Государственная Третьяковская галерея (Лаврушинский переулок, улица Крымский Вал)
- Музей В. А. Тропинина и московских художников его времени (Щетининский переулок, 10)
- Центральный Дом художника (Крымский Вал, 10)

### Храмы
На территории района находятся православные храмы Москворецкого благочиния Московской городской епархии Русской православной церкви.
- Церковь Николая Чудотворца на Берсеневке (Храм Святителя Николы на Берсеневке в Верхних Садовниках, Берсеневская наб., 18-20-22с2)
- Храм святого Григория Неокесарийского в Дербицах (1668—1679, Большая Полянка, 29A)
- Храм Воскресения Христова в Кадашах (2-й Кадашевский пер., д. 7)
- Храм Марона Пустынника в Старых Панех (1727—1730, Большая Якиманка 32-2)
- Храм святителя Николая (Рождества Богородицы) в Голутвине (Первый Голутвинский переулок, 14)
- Храм святителя Николая в Толмачах (Малый Толмачёвский переулок, 9)
- Храм Троицы Живоначальной на Шаболовке (1885—1895, архитектор Н. В. Никитин, улица Шаболовка, 21)
- Храм Успения Богородицы в Казачьей слободе (1695—1697, Большая Полянка, 37)
- Храм Святой Великомученицы Екатерины на Всполье (Подворье Православной Церкви в Америке при Московском патриархате, ул. Большая Ордынка, 60/2, стр.4)

- Церковь Иоанна Воина (1704—1717, Большая Якиманка, 46)
- Храм великомученицы Екатерины на Всполье (1766—1775, арх. Карл Бланк, Большая Ордынка, 60/2)
- Храм Софии Премудрости Божией в Средних Садовниках (Софийская набережная, 32)
- Марфо-Мариинская обитель (1908—1912, арх. Алексей Щусев, Большая Ордынка, 34)
- Храм иконы Божией Матери «Всех Скорбящих Радость» на Большой Ордынке (1831—1836, арх. Осип Бове, Большая Ордынка, 20)

### Театры
- Театр эстрады

### Памятники архитектуры
- Палаты Аверкия Кириллова (XVII—XVIII века, Берсеневская наб., 18-22)
- Историческая застройка улицы Большая Ордынка и примыкающих переулков Кадашёвской слободы
- Дом Игумнова, посольство Франции (1888—1895, Большая Якиманка, 51)

## Парки, скверы и зоны отдыха
На территории района находится один из старейших и наиболее известных парков Москвы — Центральный парк культуры и отдыха имени Максима Горького (ЦПКиО им. Горького). В его состав входит также Нескучный Сад, парк искусств «Музеон», территория заказника «Воробьевы горы» («Воробьевы горы», впрочем, не входят в состав Якиманки). Кроме того, в районе расположены несколько небольших скверов, в том числе Якиманский сквер, сквер Ислама Каримова, у посольства Аргентинской республики, Репинский сквер, народные парки.
Парк Горького был открыт 12 августа 1928 года, имя писателя Максима Горького было присвоено ему в 1932-м. Процесс создания парка продолжался более 10 лет, вплоть до конца 30-х годов. Исторически в состав парка входит территория Нескучного сада, образованного в результате слияния трех усадеб XVIII века. В 2011 году в парке стартовала масштабная реконструкция, которую планировалось завершить к 90-летию ЦПКиО. В 2015 году в состав Парка Горького был включен парк искусств «Музеон» вместе с реконструированной в 2013 году Крымской набережной.
Сквер Ислама Каримова назван в честь первого президента Узбекистана в 2016 году. Ранее представлял собой безымянную зону отдыха, прилегающую к улице Большая Полянка. В 2018 году сквер был благоустроен и по итогам работ признан одним из лучших проектов благоустройства, выполненных в Москве за счет инвестора (за 2018 год). 18 октября 2018 года в сквере был открыт памятник Исламу Каримову. Монумент выполнен из бронзы.
Сквер Аргентинской республики был торжественно открыт в январе 2018 года в присутствии президента Аргентины Маурисио Макри с супругой. В зоне отдыха установлен мемориальный камень в честь дружбы российского и аргентинского народов.
Якиманский сквер находится на пересечении Якиманского проезда и улицы Большая Полянка. В сквере установлен памятник Георгию Димитрову. Авторы монумента — скульпторы К. М. Мерабишвили, М. К. Мерабишвили и архитектор Р. Н. Гвоздев.
Репинский сквер расположен на Болотной площади. Площадь — 4 га. В зоне отдыха установлен памятник И. Е. Репину, а также скульптурная композиция авторства Михаила Шемякина «Дети — жертвы пороков взрослых». В 2020 году территория сквера вошла в планы благоустройства в рамках реконструкции набережных острова Балчуг. Здесь установят малые архитектурные формы в стиле 40-х годов.

## Общественный транспорт
Московский метрополитен:
- Полянка,  Третьяковская (у границы района) — север, центр
- Октябрьская,  Октябрьская,  Шаболовская (у границы района) — юг
- Добрынинская — у юго-восточной границы района

Наземный транспорт:
- Трамваи: 14, 26, 47
- Автобусы: м1, м5, м6, Б, Бк, 538, 111, е10, е12, 196 н11

## Список глав муниципального округа Якиманка
- 2004—2017 — Фомина Галина Васильевна
- 2017—2022 — Морев Андрей Зиновьевич
- 2022 — по настоящее время — Прокопенкова Светлана Владимировна

## Список глав района Якиманка
- 1997—1998 — Соколовский Виктор Алексеевич
- 1999—2001 — Гатилов Сергей Константинович
- 2001—2002 — Носков Сергей Николаевич
- 2002—2005 — Сендеров Юрий Григорьевич
- 2005—2010 — Кузнецов Сергей Иванович
- 2010—2013 — Столбов Михаил Аркадьевич
- 2013—2014 — Джиоев Эдуард Джемалович
- 2014—2015 — Алексахин Роман Николаевич
- 2015—2017 — Романова Наталья Николаевна
- 2018 — настоящее время— Макарова Елена Владимировна

## Ссылка
- Управа района Якиманка
- Муниципальный округ Якиманка
- Управа района Якиманка, на портале ИНФОГРАД. Архивировано из оригинала 19 августа 2007 года.
- Портал о районе Якиманка
- Сообщество района Якиманка в Живом Журнале
- Instagram Управы Района Якиманка
- Страница управы Facebook